# 南方工業科技貿易
南方工業科技貿易有限公司，簡稱南方工業科技貿易，中國兵器裝備集團和中國北方工業公司合營公司，是在2000年成立。董事長為李红源，總經理為李谏。至於總部為北京市。
其主要業務有面向兵器行业的物流服务、原材料集中采购业务；面向国有大型企业的中央投资项目招标代理业务；面向国内国际的兵装集团优势品牌产品的市场营销业务；面向国防和军方的采购代理业务。

## 外部連結
- 南方工業科技貿易有限公司 （页面存档备份，存于）